# Giuseppe Meridda
Giuseppe Meridda (Ozieri, 1913 – La Muela, 25 dicembre 1938) è stato un militare italiano, decorato con la medaglia d'oro al valor militare alla memoria nel corso della guerra di Spagna.

## Biografia
Nacque nel 1913, figlio di Francesco e Maddalena Sanna. Dopo aver conseguito il diploma di ragioniere presso l'Istituto tecnico Lamarmora di Sassari, nel 1934 è ammesso a frequentare il corso per allievi ufficiali (bersaglieri) presso la Scuola militare di Bassano del Grappa. Nominato sottotenente di complemento nel maggio 1935 è destinato a prestare servizio di prima nomina nel 9º Reggimento bersaglieri. Lasciò il suo lavoro presso la filiale del Banco di Napoli di Nuoro, dove era stato assunto nel dicembre 1936, in seguito al richiamo in servizio militare per le esigenze legate alla guerra di Spagna. Sbarcò a Cadice il 15 settembre 1937, per essere assegnato al battaglione d'assalto del 2º Reggimento fanteria "Osa l'inosabile" della 4ª Divisione fanteria "Littorio" allora al comando del generale Annibale Bergonzoli. Decorato con una medaglia di bronzo al valor militare a Benafer nel corso del 1937, fu gravemente ferito in combattimento nella testa di ponte di Seros il 23 dicembre 1938, e si spense presso l'ospedale da campo n.225 due giorni dopo. Per onorarne il coraggio fu decretata la concessione della medaglia d'oro al valor militare alla memoria. Una via di Ozieri e una di Sassari portano il suo nome.

### Fonti
1. 1 2 3 4 5 6 7  Combattenti Liberazione.
2. ↑   Medaglie d'oro al valor militare, su Presidenza della Repubblica.
3. ↑  Registrato alla Corte dei conti lì 10 dicembre 1940, registro n. 45 Guerra, foglio n. 463.